# Лёгкая атлетика на летних Олимпийских играх 1904 — марафон
Соревнования по марафону среди мужчин на летних Олимпийских играх 1904 прошли 30 августа в городе Сент-Луис, США. Длина маршрута составила 24.85 мили (39.99 км). Участие приняли 32 спортсмена из четырёх стран, но только 14 из них смогли завершить забег.

## История
В 1904 году марафон проводился в третий раз; это было одно из 12 атлетических соревнований, присутствовавших в летних Олимпийских играх каждый год с момента их основания. Артур Л. Ньютон был единственным бегуном, участвовавшим в марафоне в 1900 году. Также участвовали победители трех Бостонских Марафонов: Сэмми Мэллор, Джон Лордон и Майкл Спринг. Лучшие бегуны из других стран на соревнование не приехали.
В марафоне впервые приняли участие Куба и Южная Африка.
В соревновании также участвовали двое первых африканцев на Олимпийских играх: члены племени Тсвана по имени Лен Тау и Йен Машиани, которые оказались в Сент-Луисе в рамках экспозиции Южной Африки на Всемирной выставке 1904 года. Оба служили курьерами в (на тот момент недавно законченной) Англо-Бурской войне.

## Рекорды
Ниже указаны мировой и Олимпийский рекорды (в часах) на момент Олимпийских игр 1904 года. Мировые и личные рекорды в то время официально не признавались.
| Мировой рекорд     | Официального рекорда не было до 24 июля 1908 года | —       |               |                |  |
| Олимпийский рекорд | Спиридон Луис (GRE)                               | 2:58:50 | Афины, Греция | 10 апреля 1896 |  |

## Призёры
| Золото         | Серебро          | Бронза           |
| Томас Хикс США | Альберт Кори США | Артур Ньютон США |

## Соревнование
| Место | Спортсмен                | Результат  |
| ----- | ------------------------ | ---------- |
| 1     | Томас Хикс (USA)         | 3:28:53    |
| 2     | Альберт Кори (USA)       | 3:34:52    |
| 3     | Артур Ньютон (USA)       | 3:47:33    |
| 4     | Андарин Карнавал (CUB)   | Неизвестен |
| 5     | Димитриос Вилулис (GRE)  | Неизвестен |
| 6     | Дэвид Нилан (USA)        | Неизвестен |
| 7     | Генри Броли (USA)        | Неизвестен |
| 8     | Сидни Хатч (USA)         | Неизвестен |
| 9     | Лен Тау (RSA)            | Неизвестен |
| 10    | Христос Зехуритис (GRE)  | Неизвестен |
| 11    | Ф. П. Девлин (USA)       | Неизвестен |
| 12    | Джан Нашиани (RSA)       | Неизвестен |
| 13    | Джон Фурла (USA)         | Неизвестен |
| 14    | Андрей Ойконому (GRE)    | Неизвестен |
| —     | Георгиус Вамкаитис (GRE) | DNF        |
| —     | Уильям Гарсиа (USA)      | DNF        |
| —     | Харилаос Гианнакас (GRE) | DNF        |
| —     | Георгиус Дросос (GRE)    | DNF        |
| —     | Эдвард П. Карр (USA)     | DNF        |
| —     | Томас Кеннеди (USA)      | DNF        |
| —     | Джон Лордон (USA)        | DNF        |
| —     | Иоаннис Лугкитсас (GRE)  | DNF        |
| —     | Георгиус Луридас (GRE)   | DNF        |
| —     | Сэмюель Мэлор (USA)      | DNF        |
| —     | Петрос Пипилес (GRE)     | DNF        |
| —     | Фрэнк Пирс (USA)         | DNF        |
| —     | Гай Портер (USA)         | DNF        |
| —     | Майкл Спринг (USA)       | DNF        |
| —     | Роберт Фаулер (USA)      | DNF        |
| —     | Джон Фой (USA)           | DNF        |
| —     | Берти Харрис (RSA)       | DNF        |
| —     | Фредерик Лорз (USA)      | DSQ        |

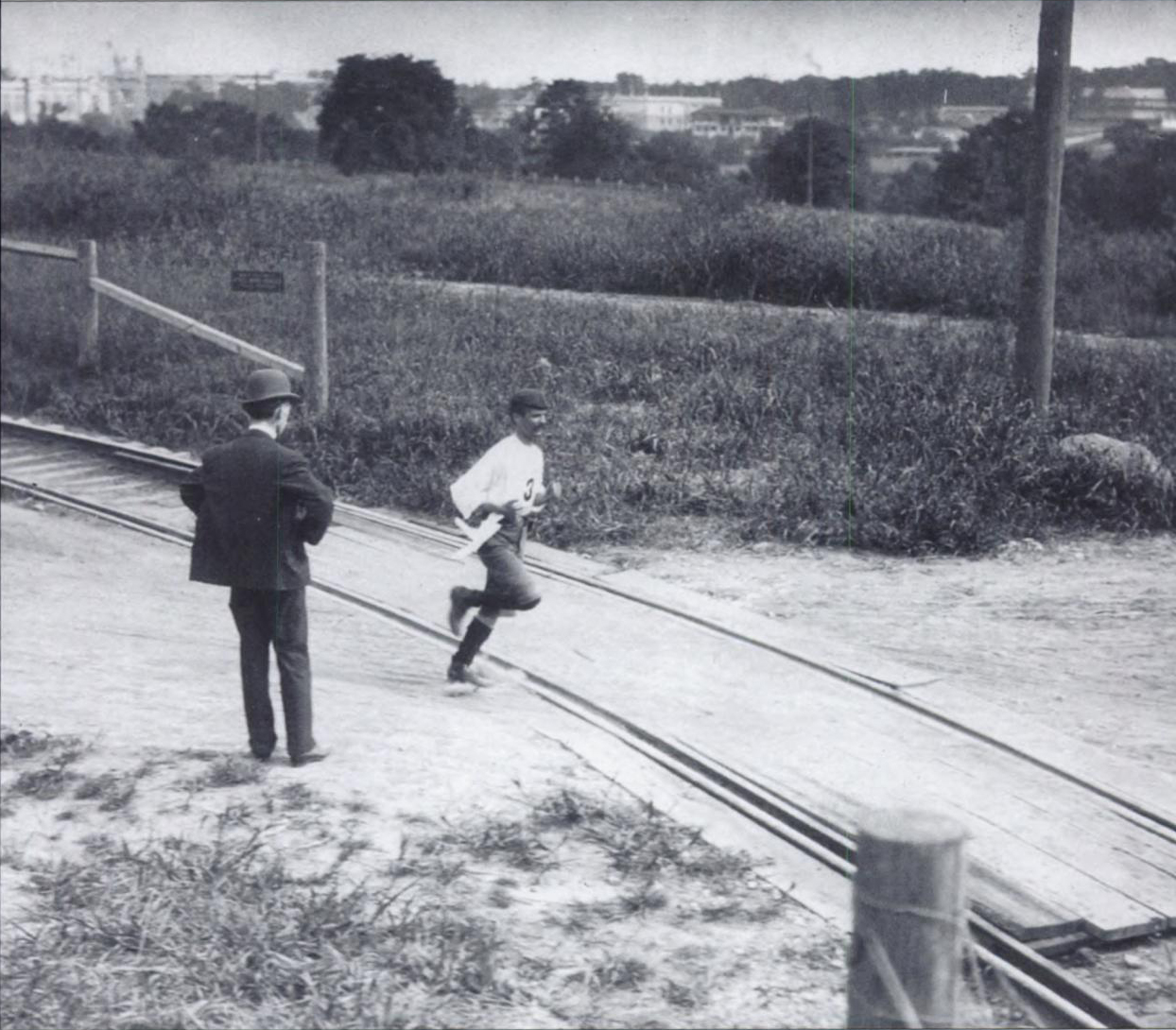
Кубинец Андарин Карвахал во время забега

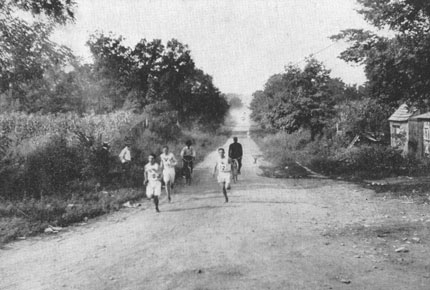
Марафонская гонка; впереди американец Сэмюель Мэлор

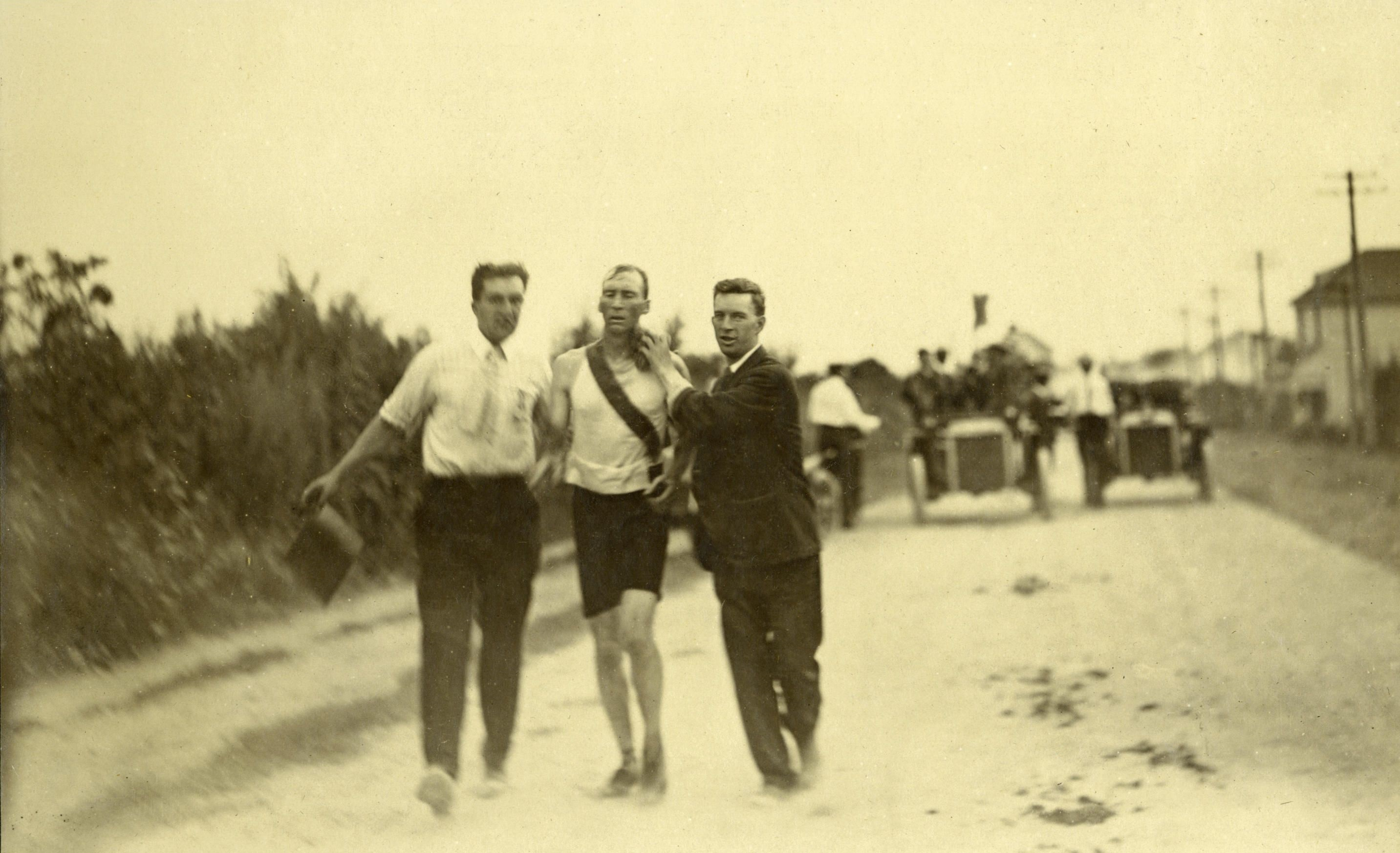
Томас Хикс (посередине) перед финишем

Фредерик Лорз первым пересек финишную черту, но, вскоре после медальной церемонии, был дисквалифицирован, так как выяснилось, что часть пути он проехал на машине. Победитель Томас Хикс во время забега дважды принял от своих тренеров препарат сульфата стрихнина (популярный в то время яд и стимулятор нервной системы в малых дозах), разведённый в бренди. Финишную черту пересёк при поддержке членов своей команды и был на волоске от смерти, но сохранил свой титул чемпиона. Кубинец, занявший четвёртое место, должен был занять второе место (А после выяснения обмана Лорза и первое), если бы он не потерял сознание на час из-за того, что съел несколько гнилых яблок. Участника марафона, занявшего девятое место, в определенный момент с трассы согнали злые собаки.